# Bayou

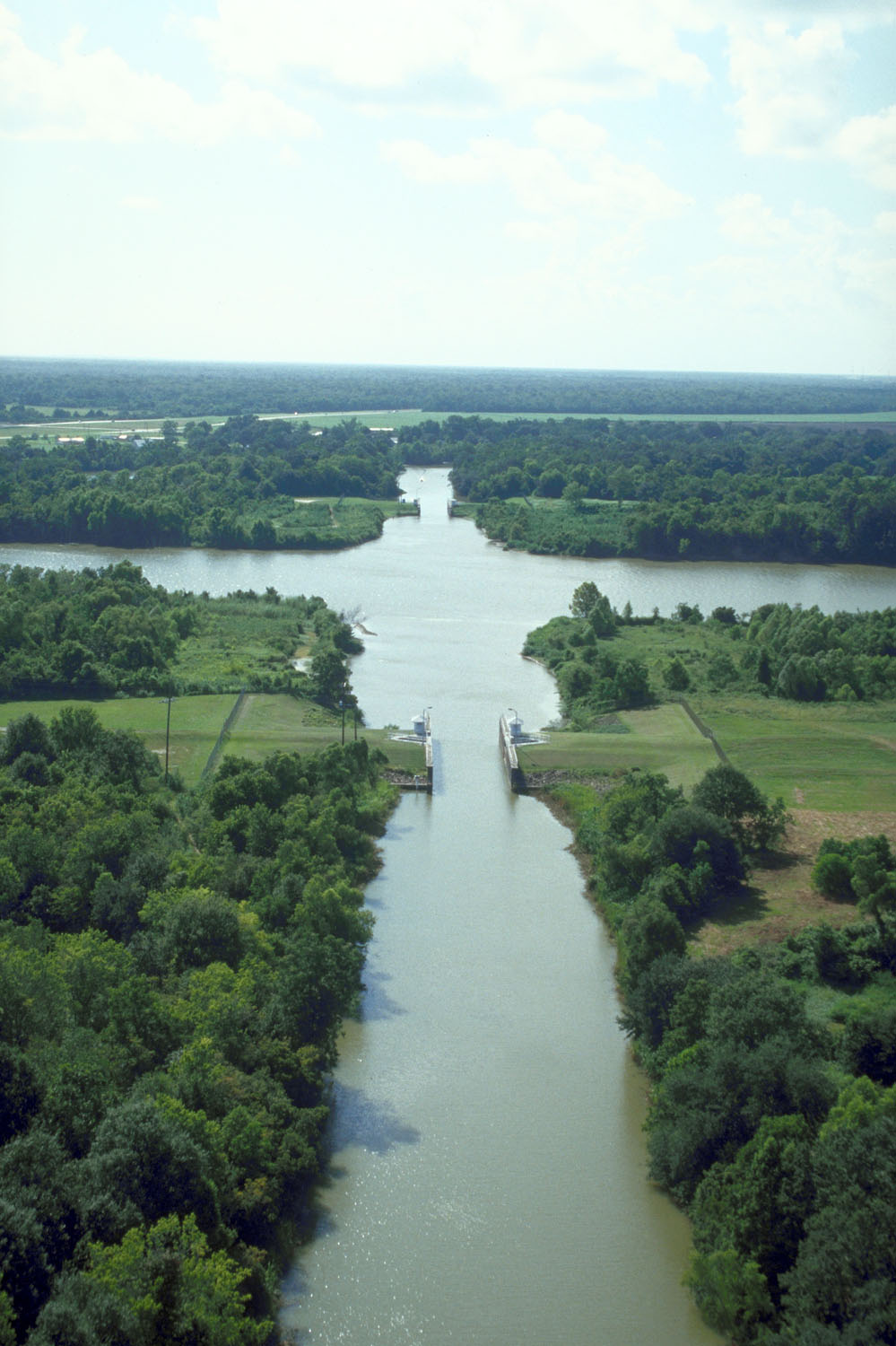
Intersecció del bayou Teche i d'una part del riu Atachafalaya, a prop de Patterson (Louisiana).

Un bayou (del mot en llengua choctaw bayuk, que significa rierol o riu petit) és un terme geogràfic que a Louisiana serveix per designar un cos d'aigua format per antics braços i meandres del riu Mississipi. Els bayous es localitzen en la part sud de l'estat, formant una xarxa navegable de milers de quilòmetres. En els bayous, un corrent molt lent, amb prou feines perceptible, flueix cap al mar durant la marea baixa i cap amunt amb la marea alta. Un bayou està generalment infestat de mosquits i d'altres insectes voladors.
Per extensió, el terme bayou s'utilitza en geografia per designar rierols o petits rius que discorrin lentament, i braços també antics o meandres abandonats. Els bayous es troben generalment en zones molt planes i en deltes. En general, l'aigua que hi discorre es mou molt més a poc a poc que la del curs principal. El mot català galatxo (i a l'Aragó el castellà galacho), té un significat molt semblant, encara que és d'ús molt local i s'empra per a antics braços i canals del riu Ebre.

## Bayous dels Estats Units

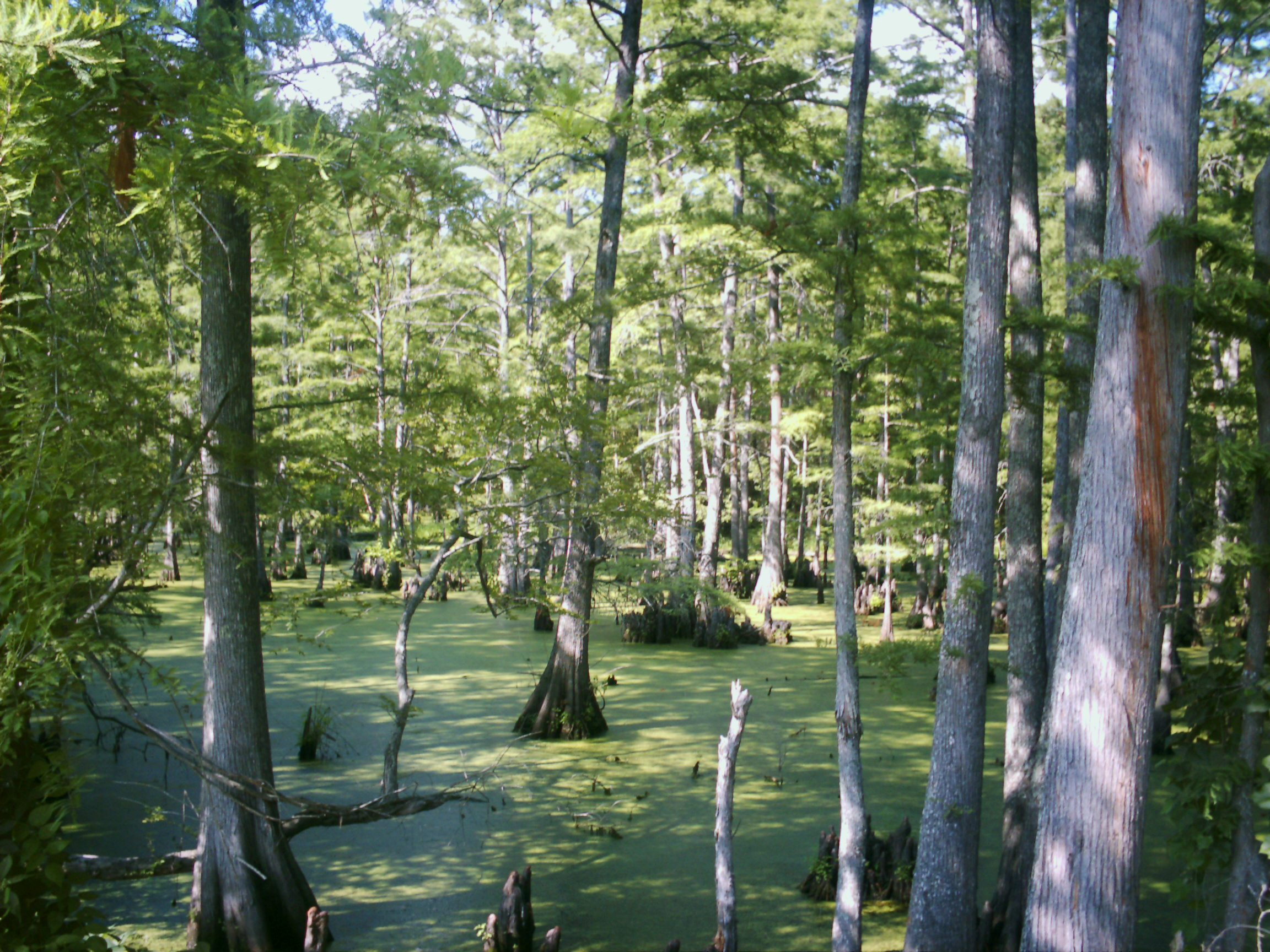
El bayou Cypress a Jefferson, Texas, una altra regió de bayous.

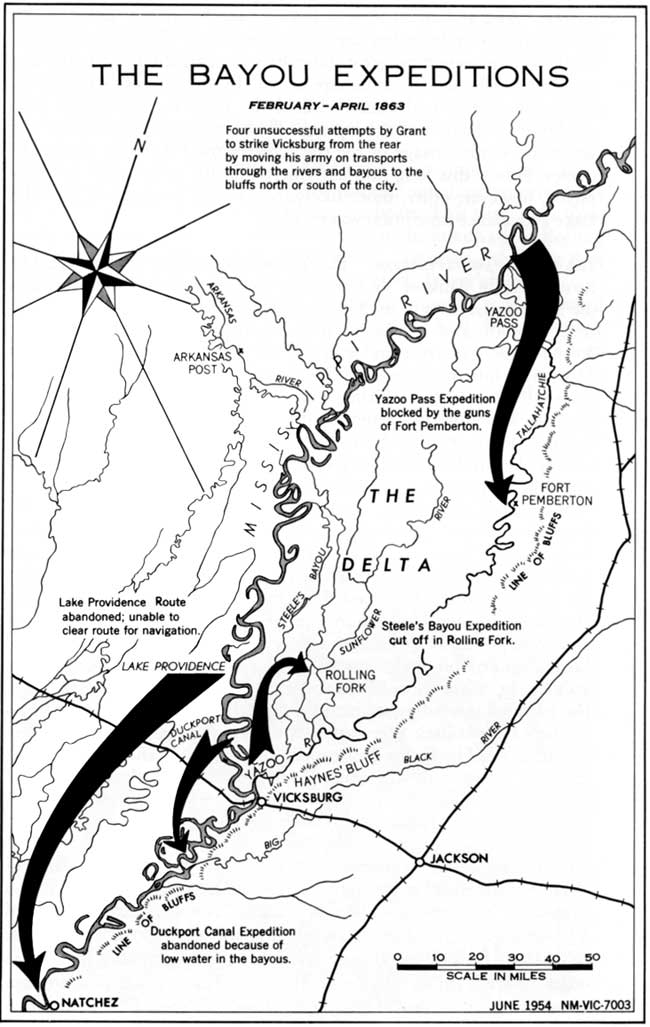
Expedició de 1863.

Exemples de bayous al sud dels Estats Units són: 
- Bayou Plaquemine, a Louisiana, amb una longitud de 121 km, que desguassa directament al golf de Mèxic;
- Bayou Vermilion o riu Vermilion, a Louisiana, amb una longitud de 116 km, que desguassa directament al golf de Mèxic;
- Bayou Nezpiqué, a Louisiana, amb una longitud de 110 km, que desguassa directament al golf de Mèxic;
- Bayou Lafourche, a Louisiana, que desguassa directament al golf de Mèxic;
- Bayou St. John, a l'estat de Louisiana;
- Bayou Bartholomew, al riu Ouachita, als estats d'Arkansas i Louisiana, amb més de 600 km. és el més llarg del món;
- Bayou Cypress, a la conca del riu Red;
- Bayou Buffalo, a l'estat de Texas, amb una longitud de 85 km i que desguassa directament al golf de Mèxic;

Per extensió, hom anomena "el bayou" a la gran regió pantanosa del sud de Louisiana. Aquest espai amfibi va ser ocupat pels acadians francòfons que vivien principalment dels productes de la pesca i la cacera. i s'estén des de Houston (Texas), a Mobile (ciutat d'Alabama), amb el seu centre a Nova Orleans, Louisiana. Els primers assentaments d'acadians al sud de Louisiana eren a prop del bayou Lafourche i del bayou dels Ecores, la qual cosa va conduir a una estreta associació de bayou amb la cultura cajun.

## Origen del nom
Va començar a usar-se aquest terme en anglès a Louisiana i es creu que procedeix de la paraula de la tribu dels choctaws «bayuk», que significa «rierol» o «riu petit». Una altra teoria sosté que l'origen són les paraules franceses «bas lieu» (pronunciat fonèticament com ba-li-you) que signifiquen «terra baixa».
També s'ha fet servir una grafia alternativa, «buyou», com en la referència «Pine Buyou» emprada en una descripció del Congrés el 1833 del Territori d'Arkansas.

Bayou dels alemanys
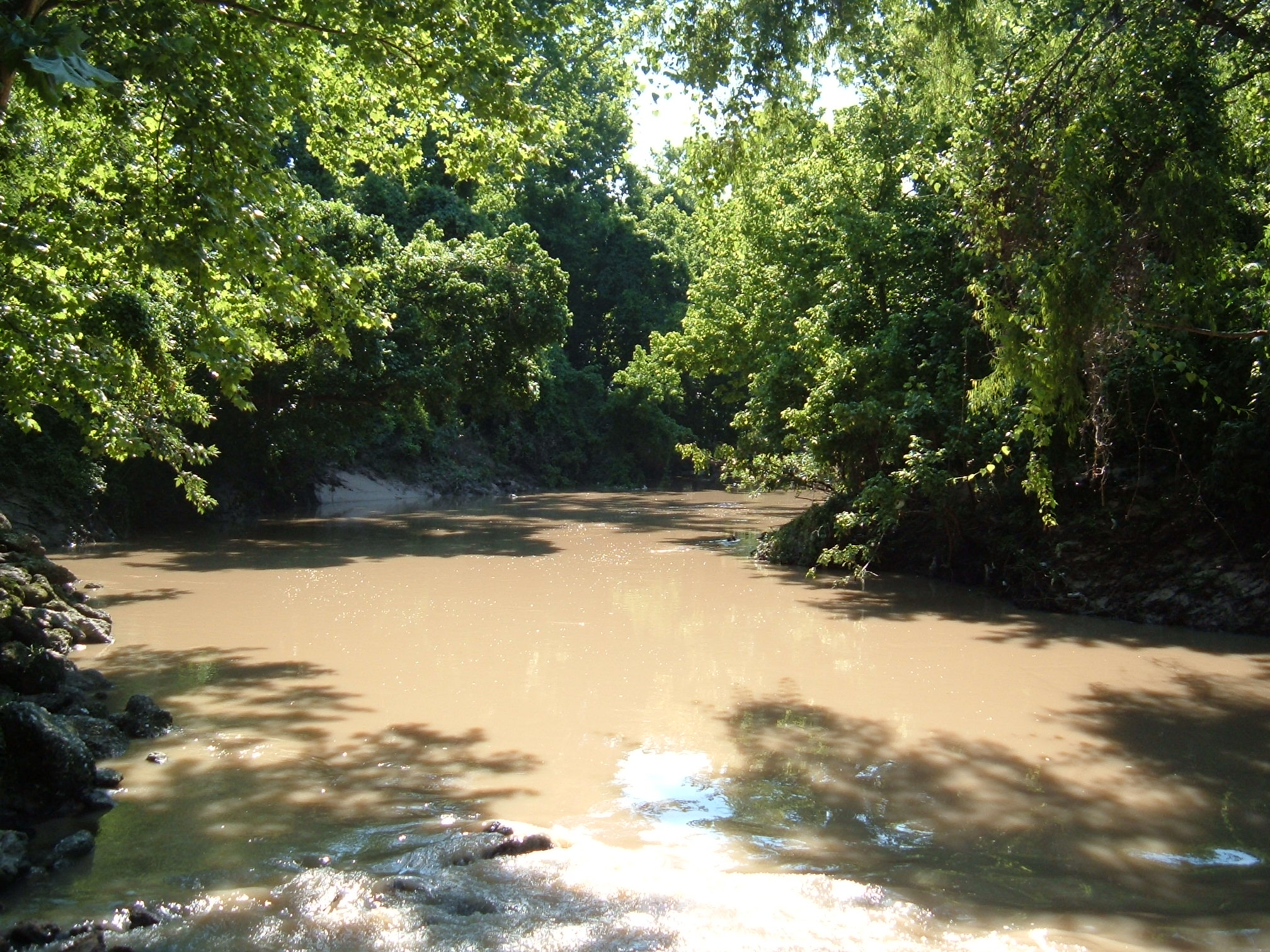
Bayou Buffalo
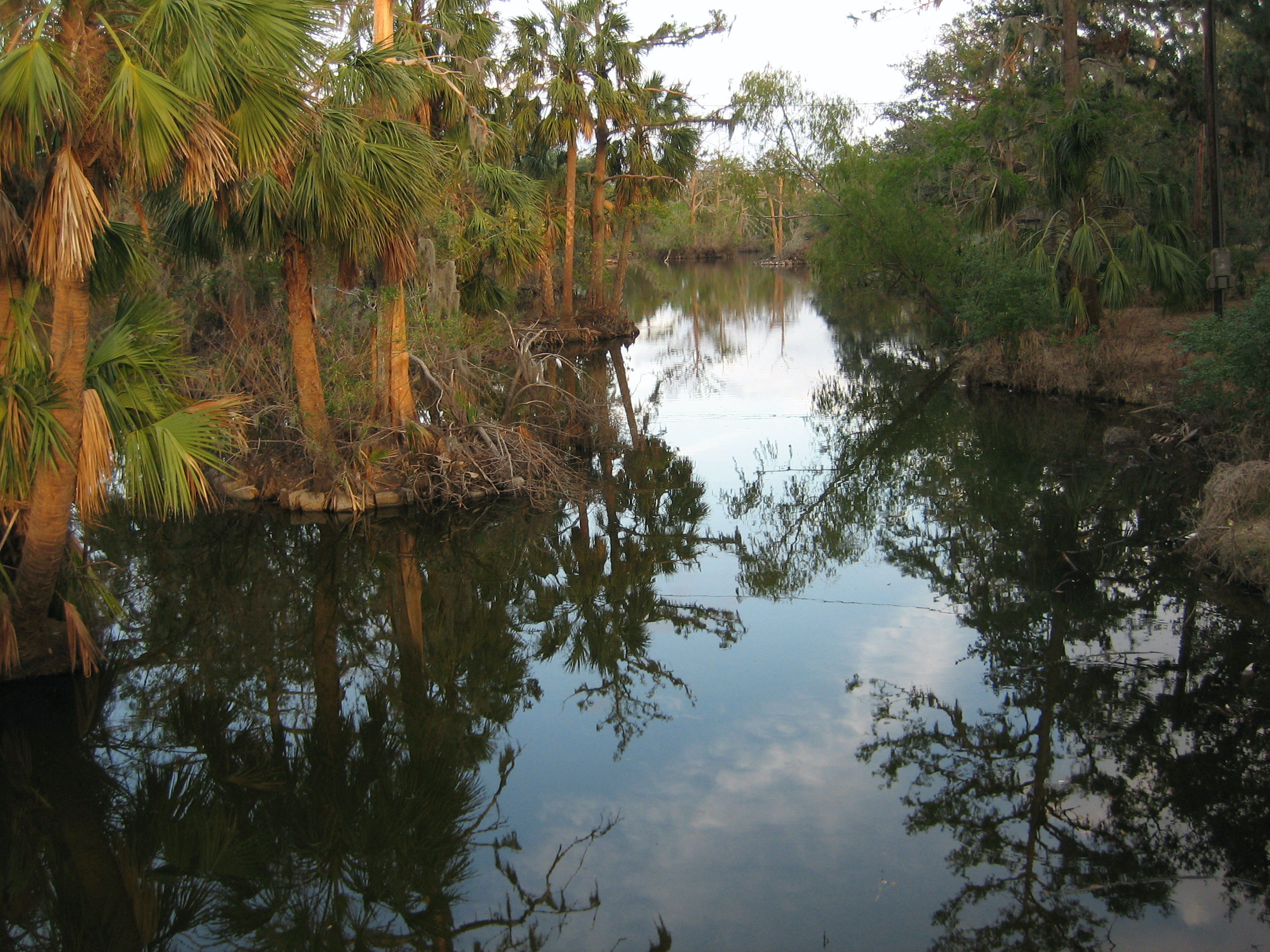
Bayou de la métairie
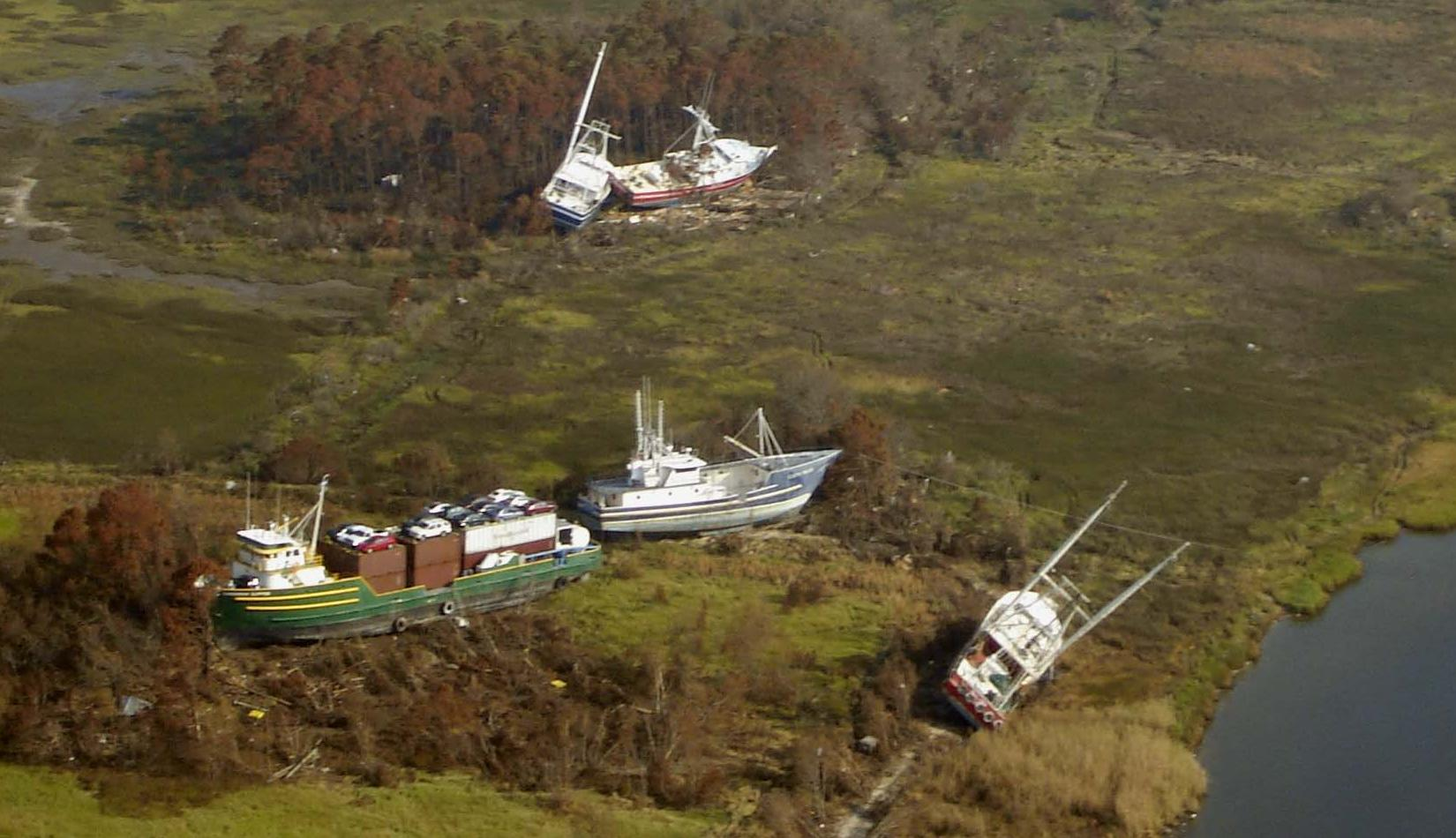
Bayou La Batre (Alabama), després del pas de l'huracà Katrina.